# 福井工業大学附属福井中学校・高等学校
福井工業大学附属福井中学校・高等学校（ふくいこうぎょうだいがくふぞく ふくいちゅうがっこう・こうとうがっこう、英: Fukui Junior & Senior High School attached to Fukui University of Technology）は、福井県福井市学園に所在する私立中学校・高等学校。
福井工業大学の附属学校である。
マスコミ等における通称は、長年にわたり単に「福井」であったが、2006年（平成18年）からは「福井工大福井」もしくは「工大福井」となっている。地元では「実高」（じっこう）とも呼ばれる。これは、前身の校名が「福井実業高等学校」であったことに由来するもの。

## 沿革
- 1959年（昭和34年） - 福井実業高等学校が開校。
- 1965年（昭和40年） - 福井高等学校に改称。
- 1978年（昭和53年） - 福井工業大学附属福井高等学校に改称。
- 1989年（平成元年） - 福井工業大学附属福井中学校が開校。
- 2020年（令和2年） - 2020年度入試から普通科進学コースの併願を廃止して専願のみに変更[1]。

## 設置学科
- 特別進学科
  - スーパー特進コース
  - 特別進学コース
  - 選抜一貫コース
- 進学科
  - 進学コースI類
  - 進学コースII類（情報分野）
  - 進学コースII類（デザイン分野）
  - 進学コースII類（体育分野）- 強化指定部である男子硬式野球部、女子硬式野球部、柔道部（男・女）、男子バレーボール部、女子バレーボール部、女子サッカー部、バドミントン部（男・女）、ゴルフ部（男・女）、空手道部（男・女）女子バスケットボール部に所属する生徒[2]。
- 衛生看護科

## 校訓・教育目標

### 校訓
1. 信義と礼節
2. 質実剛健
3. 勤勉と奉仕

### 教育方針
1. 日本の歴史と文化を理解し、個性豊かな人間を育成する。
2. 礼儀を重んじ、心身の鍛錬に励み、「自主・自立」の精神を持つ人間を育成する。
3. 「生きる力」を習得し、個人の尊厳と真理や平和を希求する人間を育成する。

## 部活動
男子硬式野球部は春5回、夏7回の甲子園出場。
女子硬式野球部は2012年（平成24年）10月25日に創部。福井県の高校で初となった。2022年（令和4年）全国高等学校女子硬式野球選抜大会優勝。
男子バレーボール部は春の高校バレーに48回（2023年度準優勝）、高校総体に48回出場。
女子バレーボール部は春の高校バレーに10回、高校総体に12回出場（2017年ベスト4）。
- 運動部 - ★男子硬式野球、★女子硬式野球、★女子サッカー、男子サッカー、剣道（男・女）、馬術（男・女）、★柔道（男・女）、陸上、★男子バレーボール、★女子バレーボール、バトントワリング（男・女）、★バドミントン（男・女）、水泳（男・女）、スキー（男・女）、★ゴルフ（男・女）、★空手道（男・女）、卓球、★女子バスケットボール
- 文化部 - 吹奏楽、美術、箏曲、インターアクト、芸能、囲碁・将棋、放送音響技術、写真、STEM Racing
- 同好会 - 英会話、保健、ものづくり、書道、茶道、科学、理数、eスポーツ、クイズ

★は強化指定部

## 校歌・学園歌
- 校歌 - 作詞：鈴木政輝、作曲：山崎正清
- 学園歌 - 作詞：金井兼造、作曲：服部正

## アクセス
- 北陸新幹線・ハピラインふくい線・えちぜん鉄道勝山永平寺線　福井駅から、
  - 京福バス 12・18系統（学園線）「福井高校前」停留所（所要時間約10分）
  - 京福バス 13系統（桜ヶ丘団地線）「福井工業大学前」停留所（所要時間約10分）
- えちぜん鉄道三国芦原線 福大前西福井駅から約1.6km
- 北陸自動車道 福井北ICまたは福井IC 車で約20分

## 著名な出身者
- 津田寛治（俳優）
- 川上テルヒサ（パンクロッカー・演歌歌手・シンガーソングライター）
- 山本浩司（俳優・映画監督）
- 石黒正数（漫画家）
- きゆづきさとこ（漫画家）
- 片山敬太郎（体操選手・タレント）
- 有町紗央里（女子サッカー選手：ベガルタ仙台レディース）
- 長沢菜月（女子サッカー選手）
- 小木曽喬（男子プロゴルファー）
- 杉浦悠太（男子プロゴルファー）
- 竹村千里（女子プロゴルファー）※竹村愛美の実妹 / 竹村真琴の実姉
- 新井麻衣（女子プロゴルファー）
- 佐古雅俊（競輪選手）※同学在籍時は野球部に所属

### 野球
- 山林明雄
- 新谷祐二
- 前田耕司
- 藤井宏海
- 山本翔也
- 宮﨑駿
- 森本将太
- 宋相勲 ※韓国出身
- 菅原秀
- 石黒貴美子 (女子硬式)
- 東ここあ (女子硬式)

### バレーボール
- 荻野正二
- 清水邦広（大阪ブルテオン）
- 椿山竜介
- 西田靖宏 ※男子バレーボール部監督
- 松岡祐太
- 蓑輪貴幸
- 山田滉太（北海道イエロースターズ）
- 上坂瑠子（Astemoリヴァーレ茨城）
- 若泉佳穂（ブレス浜松）